# Kraftwerk Adamów
Das Kraftwerk Adamów ist ein polnisches Braunkohlekraftwerk in der Stadt Turek mit einer Gesamtleistung von 600 Megawatt. Das Kraftwerk wurde 1966 in Betrieb genommen und hat fünf Blöcke. Bis 2017 soll das Kohlekraftwerk  Adamow endgültig abgeschaltet werden.
Betreiber des Kraftwerks ist Zespół Elektrowni Pątnów – Adamów – Konin SA (PAK).